# Sigismund Ferencz
Sigismund Ferencz, detto Jigo (1925 – 2008), è stato un cestista e allenatore di pallacanestro rumeno.

## Carriera
Con la Romania ha disputato i Campionati europei del 1947.
Da allenatore ha guidato la Romania ai Campionati mondiali del 1959 e a sei edizioni dei Campionati europei (1960, 1962, 1964, 1966, 1976, 1978).